# Всесоюзное общество урологов
Всесоюзное общество урологов — профессиональное объединение урологов СССР.

Включало в себя Московское общество урологов.

## Руководство
C 1946 г. бессменный председатель Всесоюзного общества урологов — Фрумкин, Анатолий Павлович (1887 — 1962), выдающийся советский хирург-уролог, д.м.н., заслуженный деятель науки, главный уролог советской армии в годы Второй мировой войны.

С 1947 г. и до конца жизни А. П. Фрумкин был председателем Всесоюзного и Московского обществ урологов.

## Деятельность
А. П. Фрумкиным была создана стройная система последипломного образования; практически все, немногочисленные в то время урологи Советского Союза, принимали участие в циклах усовершенствования, декадниках и семинарах.
- Если в первый год работы кафедры на базе больницы им. С. П. Боткина (1947 г.) было 17 курсантов, то
- в последующие годы число врачей, проходивших подготовку на циклах, увеличилось до 100 в год.
- А. П. Фрумкин постоянно оперировал, демонстрируя высокую хирургическую технику, проводя наглядное обучение курсантов и своих учеников.
- По материалам декадников издавались сборники научных работ «Актуальные вопросы урологии».
- А. П. Фрумкиным было опубликовано около 150 научных работ, в том числе:
  - «Цистоскопический атлас» (1954),
  - 13-й том «Опыта советской медицины в Великой Отечественной войне 1941—1945 гг.» (1955),
  - «Военная травма органов мочевой системы» (1955),
  - «Гематурия и её клиническое значение» (1946),
  - а также, разделы урологии во многих руководствах по хирургии и онкологии.
- А. П. Фрумкин был заместителем главного редактора журнала «Урология»,
- А. П. Фрумкин был главным редактором раздела «Урология» Большой медицинской энциклопедии.
- На заседаниях Московского общества урологов А. П. Фрумкин лично выступил с 36 докладами и 27 демонстрациями;
- под руководством А. П. Фрумкина, заседания Московского общества урологов превратились в школу для урологов.
- 1961 г. — А. П. Фрумкин провёл 4-ю Всесоюзную конференцию урологов.
- После декадника летом 1962 г., А. П. Фрумкин тяжело заболел и скончался 6 октября.

## Печатные органы
- Сборники научных работ «Актуальные вопросы урологии», издавались по материалам декадников.
- Журнал «Урология» (А. П. Фрумкин был заместителем главного редактора.)
- Раздел «Урология» Большой медицинской энциклопедии (А. П. Фрумкин был главным редактором).
- А также, разделы урологии во многих руководствах по хирургии и онкологии.

## Правопреемник
- Российское общество урологов[2]